# Utania remissa
Utania remissa is een fossiele soort schietmot uit de familie Dysoneuridae.